# Miano van den Bos
Miano van den Bos (31 maart 2003) is een Tanzaniaans-Nederlands voetballer die als verdediger voor FK Panevėžys speelt.

## Carrière
Miano van den Bos speelde in de jeugd van VV UNA en FC Eindhoven. Hij debuteerde in het betaald voetbal voor Eindhoven op 12 mei 2021, in de met 2-2 gelijkgespeelde thuiswedstrijd tegen Jong FC Utrecht. Hij kwam in de 74e minuut in het veld voor Joey van Casand.
Vanaf het seizoen 2023/24 speelt Van den Bos bij Villena CF, een Spaanse club uitkomend in de Lliga Comunitat FFCV.

### Statistieken
| Seizoen                   | Club           | Land           | Competitie     | Competitie | Competitie | Beker | Beker | Totaal | Totaal |
| Seizoen                   | Club           | Land           | Competitie     | Wed.       | Dlp.       | Wed.  | Dlp.  | Wed.   | Dlp.   |
| ------------------------- | -------------- | -------------- | -------------- | ---------- | ---------- | ----- | ----- | ------ | ------ |
| 2020/21                   | FC Eindhoven   | Nederland      | Eerste divisie | 1          | 0          | 0     | 0     | 1      | 0      |
| Carrièretotaal            | Carrièretotaal | Carrièretotaal | Carrièretotaal | 1          | 0          | 0     | 0     | 1      | 0      |
| Bijgewerkt op 30 mei 2021 |                |                |                |            |            |       |       |        |        |

## Interlandcarrière
In 2024 maakte Van den Bos deel uit van de 27-koppige selectie van Tanzania voor het Afrikaans kampioenschap voetbal 2023, nadat hij door bondscoach Adel Amrouche voor het eerst werd opgeroepen.